# Rue Barbès (Ivry-sur-Seine)
Pour les articles homonymes, voir Barbès.
La rue Barbès est une voie de circulation se trouvant à Ivry-sur-Seine,.

## Situation et accès

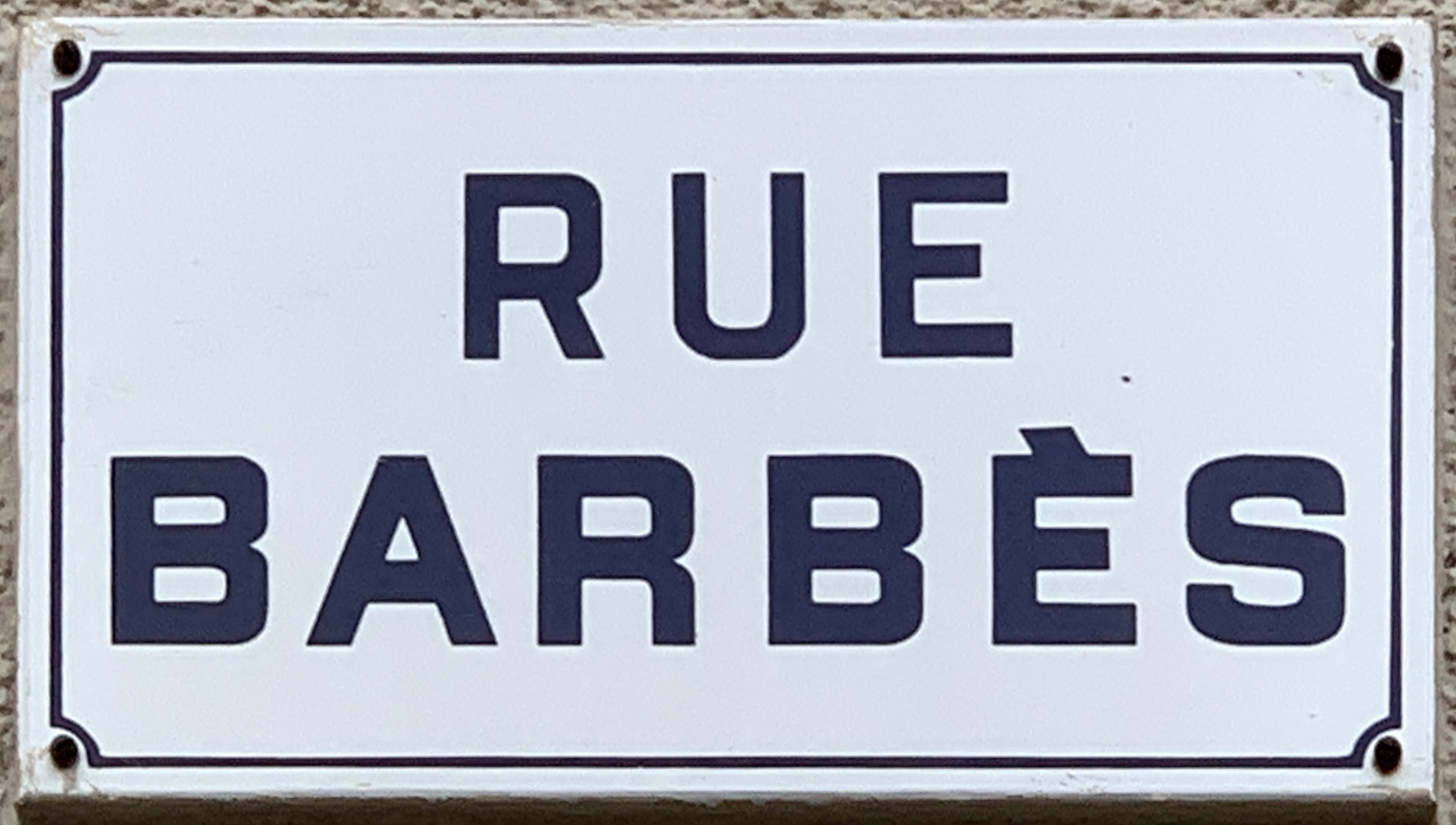
Rue Barbès, plaque émaillée.

Cette rue est accessible par la station de métro Pierre et Marie Curie sur la ligne 7 du métro de Paris.

## Origine du nom
Cette voie a été nommée en l'honneur d'Armand Barbès (1809-1870), homme politique français né à Pointe-à-Pitre.

## Historique

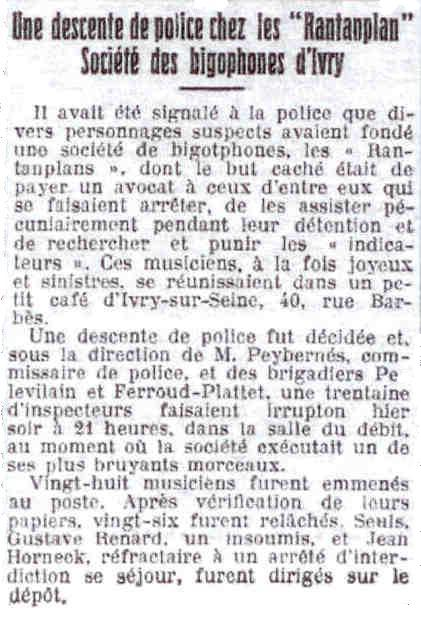
Fait divers dans le milieu des bigophones: Le Petit Parisien, 7 septembre 1927.

Cette rue faisait autrefois partie de La Zone, et il s'y trouvait des îlots d'habitat insalubre, qui seront résorbés dans les années 1960 et 1970, entre autres par la construction de logements sociaux.
En 1942, Monique Maunoury, laïque engagée auprès des prêtres ouvriers, acquit au no 52 un petit bâtiment destiné à abriter des activités pour la jeunesse, durement éprouvée en ces temps de guerre,.
En 2008, le quartier et cette rue bénéficient d'une métamorphose urbaine, visant à limiter l'usage de la voiture.

## Bâtiments remarquables et lieux de mémoire
- Moulin de la Tour.
- Bureaux de la Direction générale des entreprises.
- Statue de Claude Viseux, Nocturlabe, (1987).
- Forum Léo-Ferré[9].